# Mästarnas mästare 2010
Den andra säsongen av TV-programmet Mästarnas mästare sändes på SVT1 den 12 januari-30 mars 2010. Inspelningen av programmet skedde på Malta, i orten Żurrieq, under september 2009 och Micke Leijnegard var återigen programledare. Säsongens första avsnitt sågs av 1 646 000 tittare och det andra avsnittet hade 1 890 000 tittare, vilket då var toppnoteringar för programmet. Säsongen avbröts under två veckor på grund av att de olympiska vinterspelen i Vancouver ägde rum, vilket sändes i SVT. Programmet tilldelades Kristallen 2010 i kategorin Årets dokusåpa.

## Deltagare
| Namn                  | Sport     |
| --------------------- | --------- |
| Agneta Andersson      | Kanot     |
| Armand Krajnc         | Boxning   |
| Catrin Nilsmark       | Golf      |
| Louise Karlsson       | Simning   |
| Patrik Sjöberg        | Höjdhopp  |
| Stefan Holm           | Höjdhopp  |
| Tomas Brolin          | Fotboll   |
| Tomas Gustafson       | Skridsko  |
| Tomas Johansson       | Brottning |
| Ulrika Knape Lindberg | Simhopp   |
| Åsa Sandell           | Boxning   |

## Nattduellen
Den deltagare som samlat ihop minst antal poäng efter veckans tre grenar blev tvungen att nominera någon att möta i den så kallade nattduellen. Den som nominerade kunde inte välja den som vann totalt samma vecka eftersom denne var immun. De som skulle tävla packade ihop sina tillhörigheter och åkte iväg till ett slott där duellen skulle ske. Där träffade de Leijnegard på en stor altan och på altanen stod en ställning där sju stycken svärd hängde ifrån. Efter en stund (antingen efter bara ett par sekunder eller flera timmar) föll ett av svärden ned. Den som tog svärdet först, innan det slog i marken, fick stanna i tävlingen medan den andre tvingades lämna tävlingen omedelbart. Tabellen visar vilka som möttes i duellen per avsnitt (notera dock att i det första och sista avsnittet blev det ingen nattduell).
| Avsnitt | Datum (2010) | Nattduell mellan                        | Utslagen              |
| ------- | ------------ | --------------------------------------- | --------------------- |
| 1       | 12 januari   | —                                       | —                     |
| 2       | 19 januari   | Tomas Johansson och Åsa Sandell         | Åsa Sandell           |
| 3       | 26 januari   | Patrik Sjöberg och Agneta Andersson     | Agneta Andersson      |
| 4       | 2 februari   | Armand Krajnc och Ulrika Knape-Lindberg | Ulrika Knape-Lindberg |
| 5       | 9 februari   | Patrik Sjöberg och Tomas Gustafson      | Tomas Gustafson       |
| 6       | 2 mars       | Tomas Johansson och Stefan Holm         | Stefan Holm           |
| 7       | 9 mars       | Catrin Nilsmark och Armand Krajnc       | Catrin Nilsmark       |
| 8       | 16 mars      | Patrik Sjöberg och Armand Krajnc        | Patrik Sjöberg        |
| 9       | 23 mars      | Tomas Brolin och Louise Karlsson        | Tomas Brolin          |
| 10      | 30 mars      | —                                       | —                     |

## Slutgiltig placering och utslagningsschema

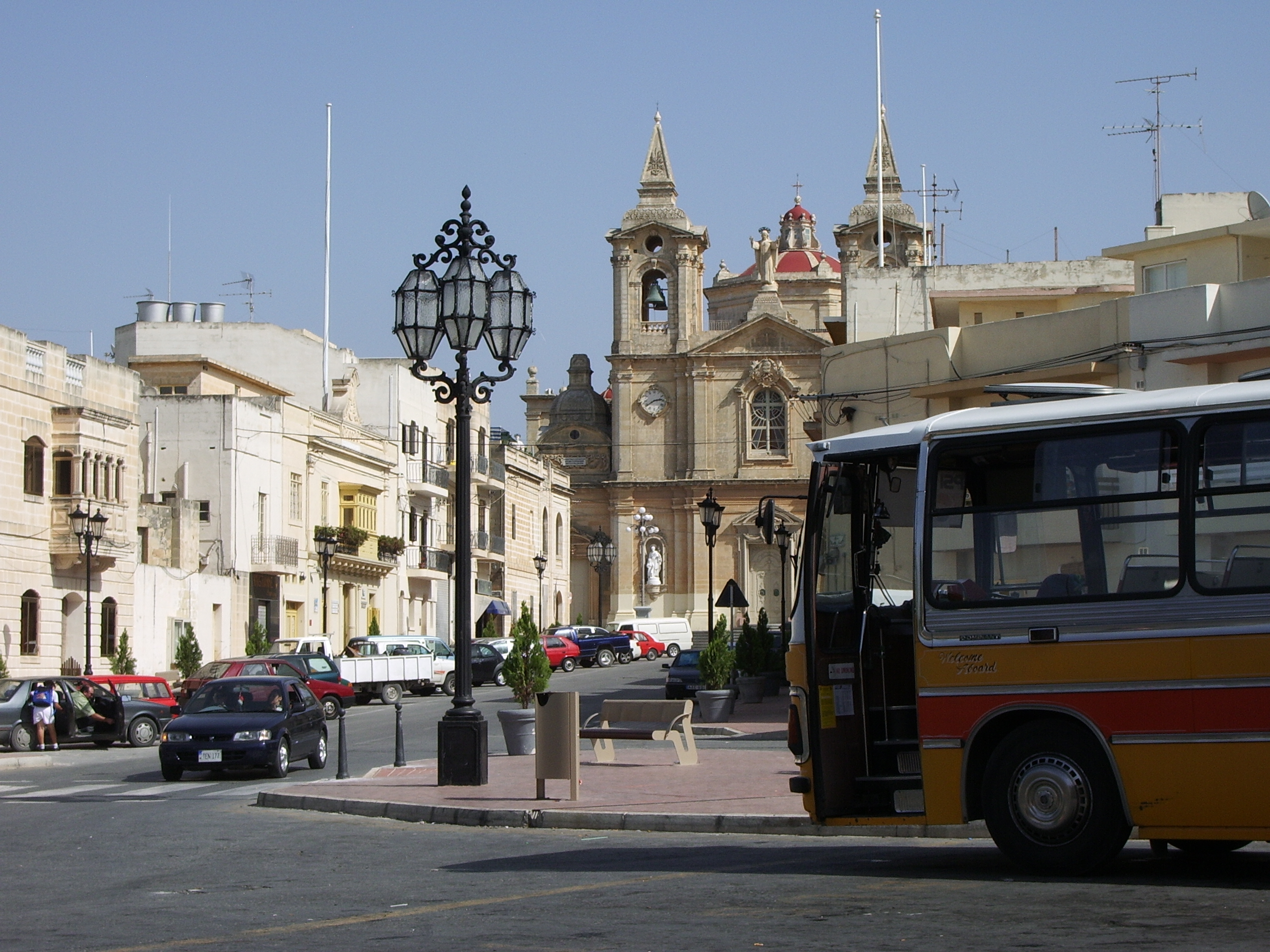
Den andra säsongen av Mästarnas mästare spelades in under september 2009 i Żurrieq på Malta.

Finalen avgjordes den 30 mars 2010 mellan Louise Karlsson, Armand Krajnc och Tomas Johansson. Efter den första grenen ledde Karlsson med trettio sekunder före tvåan, Krajnc, som i sin tur fick trettio sekunders försprång före Johansson. I den andra grenen ändrades resultatet vilket gjorde att Krajnc vann och Johansson blev tvåa; detta trots att Karlsson ledde under större delen av banan. Aftonbladet kritiserade senare SVT för att Karlsson missade finalen eftersom hennes resultat påverkades av att hon har ett medfött hjärfel. I den avgörande finalen skulle de två kvarvarande deltagarna lyfta sin egen kroppsvikt i tyngder och hålla denna vikt så länge de orkade. Kranjc vann kampen mot Johansson och blev därmed mästarnas mästare 2010.
Tabellen nedan redovisar hur placeringen blev för respektive deltagare samt hur mycket poäng varje deltagare fick under säsongen:
| Deltagare             | Plats | 1  | 2    | 1+2  | 3  | 4  | 5  | 6  | 7  | 8  | 9  | 10      |  |
| --------------------- | ----- | -- | ---- | ---- | -- | -- | -- | -- | -- | -- | -- | ------- |  |
| Armand Krajnc         | 1     | 25 | 21,5 | 46,5 | 26 | 3  | 23 | 19 | 9  | 11 | 16 | Vinnare |  |
| Thomas Johansson      | 2     | 17 | 3    | 20   | 13 | 10 | 23 | 8  | 13 | 6  | 5  | Tvåa    |  |
| Louise Karlsson       | 3     | 17 | 18   | 35   | 33 | 13 | 9  | 28 | 23 | 21 | 14 | Trea    |  |
| Tomas Brolin          | 4     | 22 | 33   | 55   | 18 | 15 | 23 | 9  | 18 | 16 | 3  |         |  |
| Patrik Sjöberg        | 5     | 22 | 9    | 31   | 0  | 7  | 7  | 8  | 12 | 3  |    |         |  |
| Catrin Nilsmark       | 6     | 19 | 30   | 49   | 23 | 7  | 16 | 16 | 8  |    |    |         |  |
| Stefan Holm           | 7     | 28 | 29   | 57   | 11 | 13 | 19 | 17 |    |    |    |         |  |
| Tomas Gustafson       | 8     | 24 | 12   | 36   | 29 | 12 | 9  |    |    |    |    |         |  |
| Ulrika Knape-Lindberg | 9     | 12 | 25   | 37   | 18 | 10 |    |    |    |    |    |         |  |
| Agneta Andersson      | 10    | 23 | 12,5 | 35,5 | 10 |    |    |    |    |    |    |         |  |
| Åsa Sandell           | 11    | 10 | 23   | 33   |    |    |    |    |    |    |    |         |  |

## Tittarsiffror

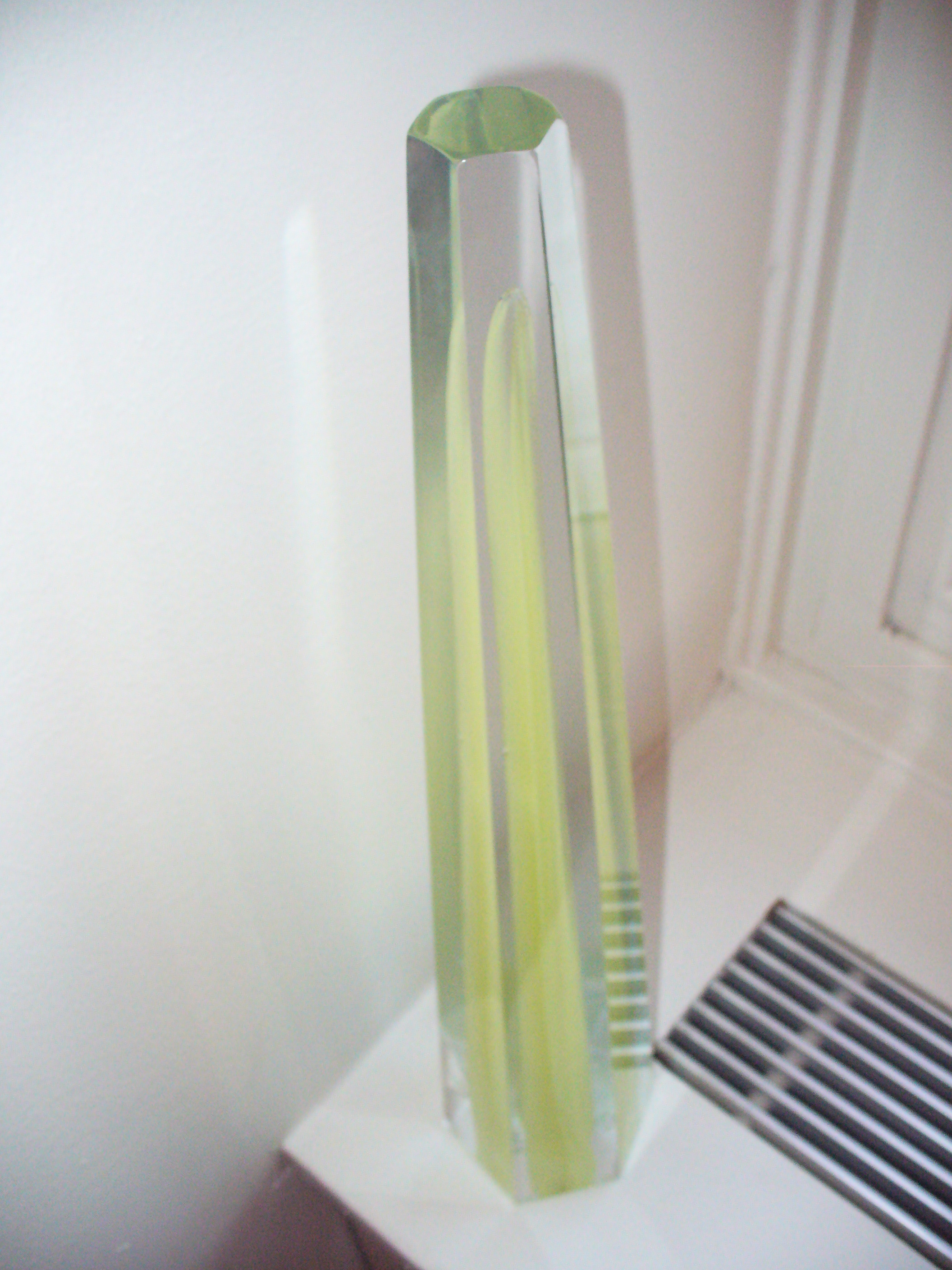
Programmet tilldelades Kristallen 2010 i kategorin Årets dokusåpa.

## Efter säsongen
- Programmet kritiserades i efterhand för att SVT medvetet avslöjat vilken deltagare som åkt ut i vissa program, detta genom att visa den film över deltagarnas karriär. De stjärnor som åkte ut i samma avsnitt som de visade film på var Agneta Andersson, Thomas Gustafsson, Stefan Holm och Catrin Nilsmark. Detta ändrade sig i avsnitt tre av den tredje säsongen, då George Scott (som slogs ut i avsnitt två av samma säsong) och Hanna Ljungberg (som slogs ut i avsnitt sex av samma säsong) tillfälligt fick komma tillbaka till huset för att se sin egen karriärsfilm.
- Armand Krajnc, Patrik Sjöberg och Susanne Gunnarsson (från den första säsongen) deltog i lag Svenska Mästare (tillsammans med Malin Ewerlöf Krepp) i Fångarna på fortets tolfte säsong som sändes under hösten 2010.[7]